# Moika-Palast

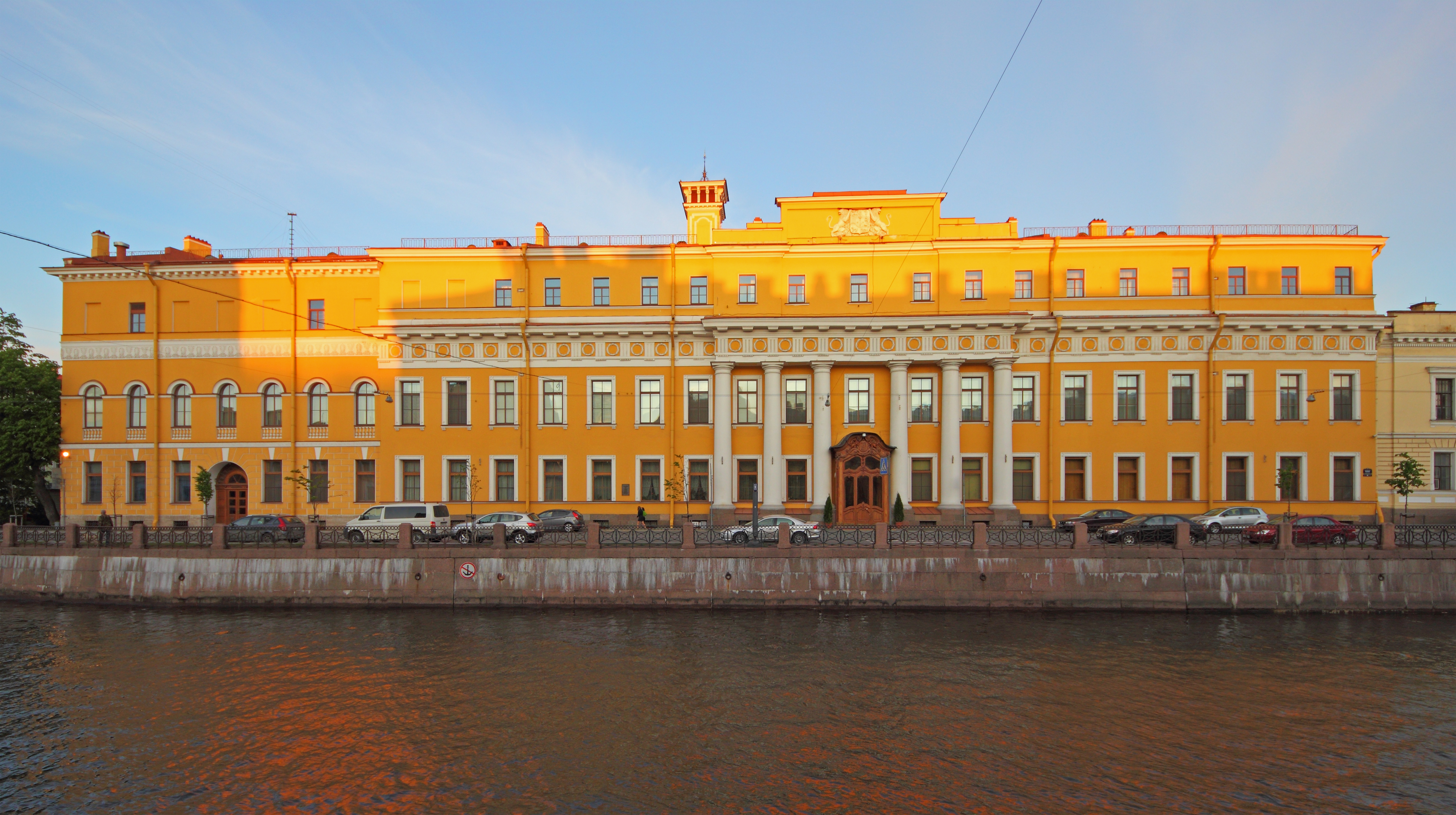
Blick über die Moika zum Palast

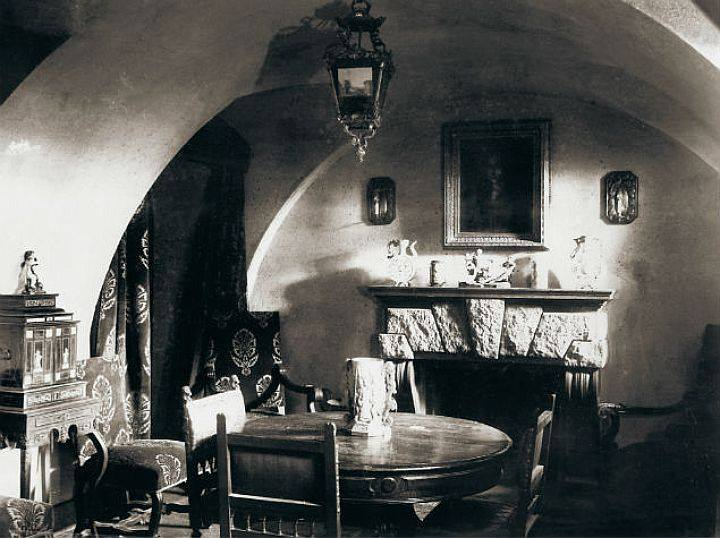
Keller des Palastes, wo Rasputin ermordet wurde

Der Moika-Palast oder auch Jussupow-Palast (russisch Дворец Юсуповых на Мойке, wörtlich Palast der Jussupows an der Moika) in Sankt Petersburg war von 1830 bis 1917 die Hauptresidenz der wohlhabenden russischen Adelsfamilie Jussupow. Hier wurde der Wunderheiler Rasputin ermordet.

## Geschichte
Bereits in der ersten Hälfte des 18. Jahrhunderts stand hier ein Palais der Prinzessin Praskowja Iwanowna, einer jüngeren Schwester der Zarin Anna. Auf einem Stadtplan des Malers und Grafikers Michail Iwanowitsch Machajew erkennt man ebenfalls ein alleinstehendes Palais mit Barockgarten. Es handelt sich um das Palais des Staatsmanns und Militärs Pjotr Schuwalow, welches er 1742 erworben hatte. Sein Sohn, Politiker und Intellektueller Graf Andrei Schuwalow beauftragte 1770 den französischen Architekten Jean-Baptiste Vallin de La Mothe, dessen Entwürfe die Grundlage für den heutigen Bau bildeten.
Schuwalows Kinder verkauften das Palais an Kaiserin Katharina II., welche es wiederum ihrer Hofdame Alexandra Branitskaya, geborene Engelhardt und Nichte von Katharinas Favoriten Grigori Potjomkin schenkte. 1830 erwarben schließlich die Jussupows das Palais und verliehen ihm nach Plänen von Andrej Michailow weitgehend seine heutige Gestalt. Vom Vorgängerbau ist lediglich der Ehrenhof mit der triumphbogenartigen Einfahrt erhalten. Die üppige Innengestaltung mit über 40.000 Kunstwerken und einem eigenen Theater konnte durchaus mit den kaiserlichen Palästen mithalten.
Am bekanntesten wurde der Palast sicher für den Mord an Rasputin am 17. Dezemberjul. / 30. Dezember 1916greg. durch Felix Jussupow und seine Verbündeten, den rechtsextremen Politiker Wladimir Purischkewitsch und den Großfürsten Dmitri Pawlowitsch Romanow. Über den genauen Tathergang gibt es diverse Darstellungen.
Nach der Oktoberrevolution wurde die Familie Jussupow enteignet. Im Gegensatz zu vielen anderen Gebäuden seiner Art wurde das Palais nicht einer alltäglichen, sondern einer musealen und kulturellen Nutzung übergeben, bis es 1925 in ein Lehrerbildungsanstalt umgewandelt wurde. Die Kunstwerke wurden in die Eremitage und andere Museen gebracht. Seit 2015 gibt die Statik des Gebäudes Grund zur Sorge: Die Zeit, der Baugrund und Schäden durch den Krieg haben zur Bildung von Rissen im Mauerwerk geführt.